# ۱۰۱۲ (میلادی)
۱۰۱۲ (میلادی) هزار و دوازدهمین سال تقویم میلادی است.

## درگذشتگان
- سرگیوس چهارم، پاپ کلیسای کاتولیک روم

‎